# Gedenkstein Altes Gewerkschaftshaus Hannover

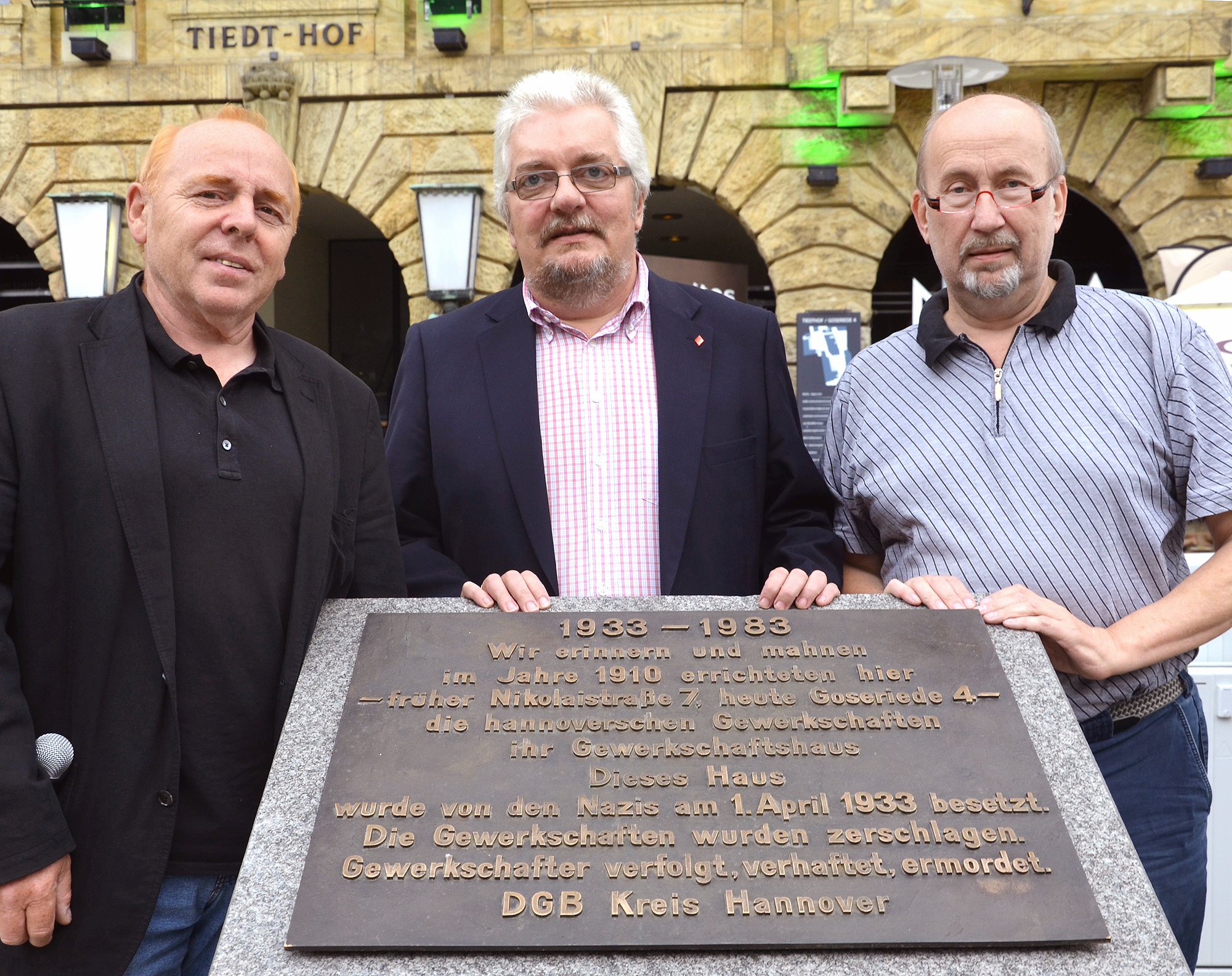
Der 2014 neu gestaltete Gedenkstein vor dem Tiedthof durch den Deutschen Gewerkschaftsbund Kreis Hannover, von links: Tom Seibert (Regionssekretär), Reiner Eifler (Regionsgeschäftsführer) sowie Steffen Holz (Regionssekretär)

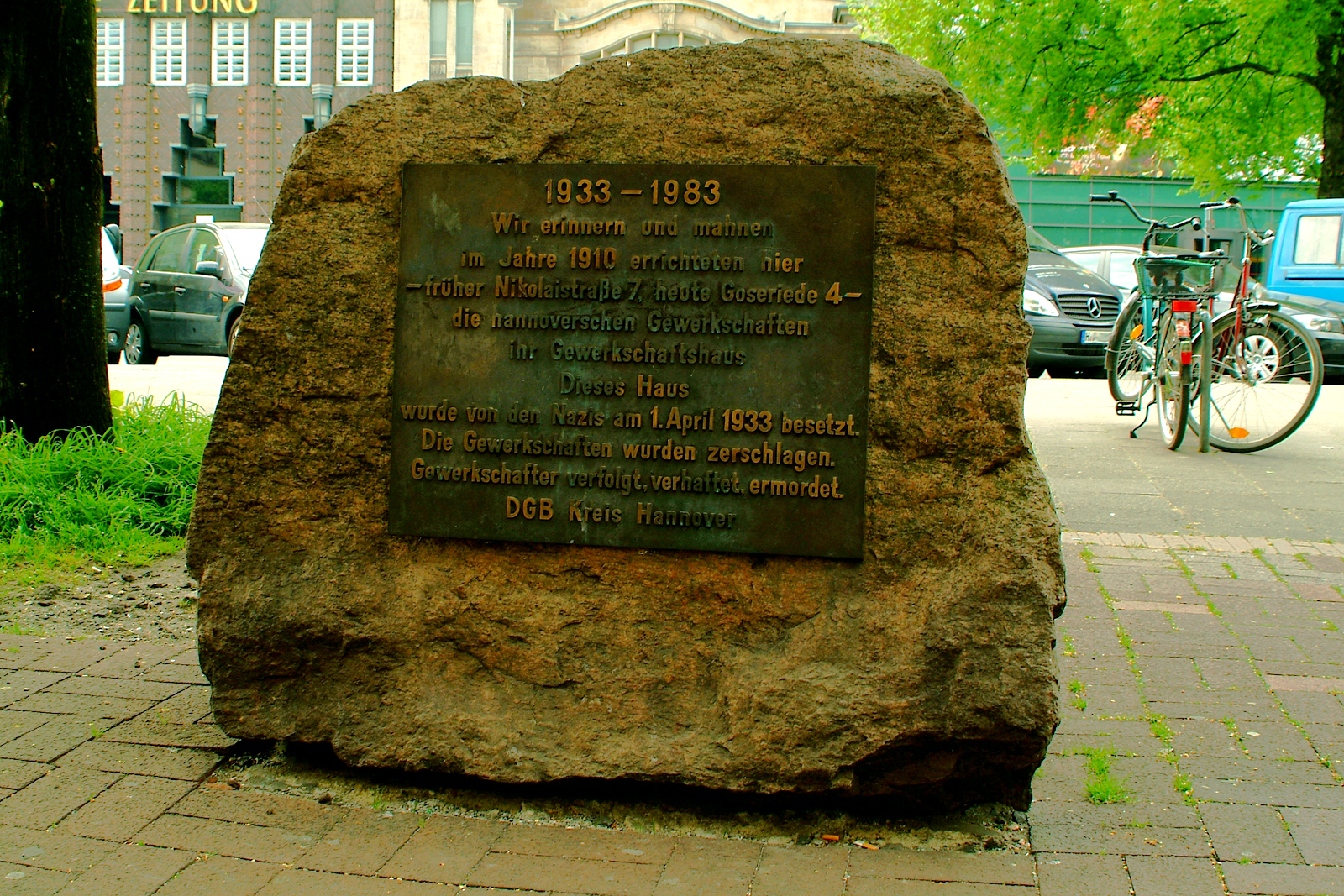
Der frühere Gedenkstein auf einem Findling, hier noch mit der in Richtung zum Anzeiger-Hochhaus zu lesenden Inschriftentafel

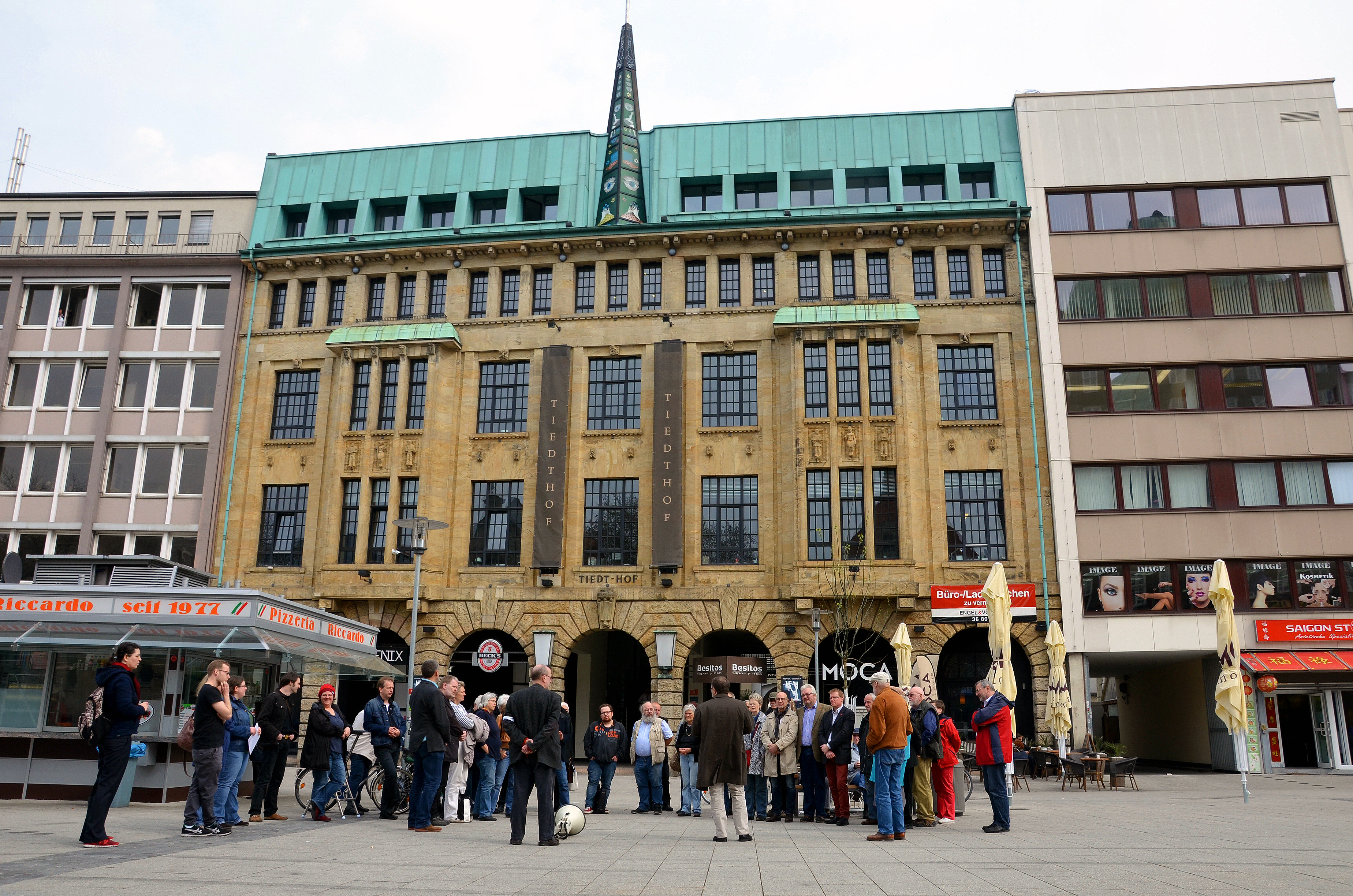
Gedenkveranstaltung des DGB am 1. April 2014 „zum 81. Jahrestag der Besetzung des hannoverschen Gewerkschaftshauses“

Der Gedenkstein Altes Gewerkschaftshaus in Hannover erinnert an den 1. April 1933, als die Nationalsozialisten das Gewerkschaftshaus des Allgemeinen Deutschen Gewerkschaftsbundes (heute, Stand 08/2014: Tiedthof) überfielen, um die hannoversche Arbeiterbewegung zu zerschlagen. Das Denkmal vor dem Gebäude an der Goseriede 4 im Stadtteil Mitte dient auch als Mahnmal und Versammlungsort zum Gedenken an andere Opfer von Gewalt, etwa für Veranstaltungen der Gewerkschaft ver.di am Antikriegstag.

## Geschichte
1983, fünfzig Jahre nach dem Überfall der Nazis auf das Haus des Allgemeinen Deutschen Gewerkschaftsbundes (ADGB), ließ der Deutsche Gewerkschaftsbund (DGB), Kreis Hannover vor Ort einen tonnenschweren Findling mit einer Inschriftentafel setzen:

„1933 − 1983 / Wir erinnern und mahnen / im Jahre 1910 errichteten hier / - früher Nikolaistraße 7, heute Goseriede 4 − / die hannoverschen Gewerkschaften / ihr Gewerkschaftshaus / Dieses Haus / wurde von den Nazis am 1. April 1933 besetzt. / Die Gewerkschaften wurden zerschlagen. / Gewerkschafter verfolgt, verhaftet, ermordet ...“

Nach der Umgestaltung des Platzes der Goseriede weihte der DGB Kreis Hannover am 13. August 2014 einen neuen, veränderten Gedenkstein ein, diesmal mit einer erhöhten Inschriftentafel, die in Blickrichtung zum alten Gewerkschaftshaus zu lesen ist.